# ヘイミッシュ・スチュアート
ヘイミッシュ・スチュアート（Hamish Stuart、1949年10月8日 - ）は、スコットランド出身のミュージシャン、ギタリスト、ベーシスト、シンガー、作曲家、レコード・プロデューサー。アヴェレイジ・ホワイト・バンドの元メンバーである。

## 略歴
グラスゴーで生まれる。1967年頃、最初のプロのバンド「ドリーム・ポリス」を結成。シングルを3曲リリースした。1972年6月、アヴェレイジ・ホワイト・バンドへ参加。1972年から1982年までアヴェレイジ・ホワイト・バンドのメンバーの時にアレサ・フランクリン、チャカ・カーン、そしてデイヴィッド・サンボーンと仕事をした。アトランティック・スターの1986年のヒット曲「If Your Heart Isn't in It」を書き、スモーキー・ロビンソン、ジェフリー・オズボーン、ジョージ・ベンソンそしてダイアナ・ロスのために曲を書いた。
ポール・マッカートニーのバンド(マッカートニーと共に必要に応じてギターとベースを切り替えた)に参加し、マッカートニーの1989年のカムバック・アルバム『フラワーズ・イン・ザ・ダート』、そして1989年と1993年のマッカートニーのワールド・ツアーに参加した。
他のアーティストのために数多くのアルバムをコラボレートした後、1999年に自身のレコードレーベル「Sulfuric Records」から最初のソロ・アルバム『Sooner or Later』をリリースした。
自身のグループであるHamish Stuart Bandや、仲間であるGlaswegianのギタリストであり友人のJim Mullenとの演奏以外にも、ゴードン・ハスケルやスウェーデンのシンガーソングライターのメイヤもプロデュースしている。
2006年と2008年にリンゴ・スター&ヒズ・オール・スター・バンドのベース・プレイヤーとして「ピック・アップ・ザ・ピーセズ」と「Work to Do」を演奏。2019年にも「ピック・アップ・ザ・ピーセズ」、「Work to Do」、および「カット・ザ・ケイク」を演奏した。
2007年、オールスターズ・コレクティブ (All Stars Collective)によるアルバム『オール・アバウト・ザ・ミュージック』でプロデュースを担当し、ゲスト・ボーカルとしても登場。2015年7月、アヴェレイジ・ホワイト・バンドのバンド仲間であるマルコム・ダンカンとスティーヴ・フェローンと再会し「The 360 Band」を結成。これは実質、オリジナルのアヴェレイジ・ホワイト・バンドの半分にあたる組合せだった。そして、2017年に『Three Sixty』というタイトルのアルバムをリリースし、サポートミュージシャンと共にライブを披露した。
2016年には音楽に対する非凡な業績を評価され、 BASCAゴールドバッジ賞を受賞した。

## ディスコグラフィ

### ソロ・アルバム
- Sooner or Later (1999年)
- 『リアル・ライヴ』 - Real Live (2001年)

### アヴェレイジ・ホワイト・バンド
- 『ショウ・ユア・ハンド』 - Show Your Hand (1973年)
- 『アヴェレイジ・ホワイト・バンド』 - AWB (1974年)
- 『カット・ザ・ケイク』 - Cut The Cake (1975年)
- 『ソウル・サーチング』 - Soul Searching (1976年)
- 『パーソン・トゥ・パーソン』 - Person To Person (1976年) ※ライブ
- 『ベニー&アス』 - Benny & Us (1977年) ※With ベン・E・キング
- 『ウォーマー・コミュニケーションズ』 - Warmer Communications (1978年)
- 『フィール・ノー・フレット』 - Feel No Fret (1979年)
- 『シャイン』 - Shine (1980年)
- 『キューピッズ・イン・ファッション』 - Cupid's In Fashion (1982年)
- Live at Montreux 1977 (2011年) ※1977年7月10日、モントルー・ジャズ・フェスティバル録音

### チャカ・カーン
- 『恋するチャカ』 - Chaka (1978年)
- 『ノーティ』 - Naughty (1980年)
- 『恋のハプニング』 - What Cha' Gonna Do for Me (1981年)
- 『ビバップを歌う女』 - Chaka Khan (1982年)
- 『フィール・フォー・ユー』 - I Feel for You (1984年)

### ポール・マッカートニー
- 『フラワーズ・イン・ザ・ダート』 - Flowers in the Dirt (1989年)
- 『ポール・マッカートニー・ライブ!!』 - Tripping the Live Fantastic (1990年)
- 『公式海賊盤』 - Unplugged (1991年)
- 『オフ・ザ・グラウンド』 - Off the Ground (1993年)
- 『ポール・イズ・ライブ』 - Paul is Live (1993年)

### リンゴ・スター&ヒズ・オールスター・バンド
- 『リンゴ・アンド・ヒズ・オール・スターズ・バンド・ライブ2006』 - Ringo Starr & His All Starr Band Live 2006 (2008年)
- 『ライヴ・アット・ザ・グリーク・シアター2008』 - Live at the Greek Theatre 2008 (2010年)

### その他の参加アルバム・シングル
- ネッド・ドヒニー : "A Love Of My Own" (1976年)
- ディック・モリシー & ジム・ミューレン : Up (1976年)
- Various Artists : The Atlantic Family Live at Montreux (1977年)
- デイヴィッド・フォスター : "River of Love" (1990年)
- ジム・ミューレン : Jimjam (2000年)
- The 360 Band : Three Sixty (2017年)
- James Brown Is Annie : James Brown Is Annie II (2018年)